# Petaurus biacensis
Petaurus biacensis är en pungdjursart som beskrevs av Frederick A. Ulmer Jr 1940. Petaurus biacensis ingår i släktet Petaurus och familjen flygpungekorrar. IUCN kategoriserar arten globalt som livskraftig. Inga underarter finns listade.
Med en kroppslängd (huvud och bål) av 14 till 15 cm, en svanslängd av 14,5 till 17,5 cm och en vikt av 88 till 100 g är arten en av de minsta släktmedlemmarna. Bakfötterna är 2,0 till 2,6 cm långa. Som enda art i släktet har Petaurus biacensis en enhetlig rödbrun till chokladbrun päls.
Pungdjuret förekommer endemiskt på öarna Biak-Supiori och Owi norr om Nya Guinea. Arten vistas i tropisk regnskog och människans odlingar. Honor föder en eller två ungar per kull.
Några exemplar fångades medan de åt bananer. En annan grupp hittades i ett ihåligt träd av släktet Bruguiera som främst växer i mangrove.